# Syzygium smalianum
Syzygium smalianum là một loài thực vật có hoa trong Họ Đào kim nương. Loài này được (Brandis) D.G.Long miêu tả khoa học đầu tiên năm 1990.